# Liburnia furca
Liburnia furca är en insektsart som beskrevs av Bierman 1908. Liburnia furca ingår i släktet Liburnia och familjen sporrstritar. Inga underarter finns listade i Catalogue of Life.